# Ídolos (3.ª temporada)
A terceira temporada do programa de televisão brasileiro Ídolos (primeira a ser exibida pela Record) estreou no dia 19 de agosto de 2008. Foi apresentado por Rodrigo Faro, dirigido por Fernanda Telles e Wanderley Villa Nova e contou com Luiz Calainho, Marco Camargo e Paula Lima como jurados. 
A grande final, realizada em 17 de dezembro de 2008 no Complexo do Anhembi, coroou Rafael Barreto como novo ídolo do Brasil.
Esta temporada inaugurou a segunda versão brasileira do formato criado por Simon Fuller, após ter sido comprado pela emissora Record. A primeira versão foi transmitida na emissora SBT e contou com duas temporadas, exibidas em 2006 e 2007, respectivamente. 

## Audições

Estados que receberam audições em 2008.

As audições ocorreram nas seguintes cidades:
| Cidade                          | Data               | Local                            |
| ------------------------------- | ------------------ | -------------------------------- |
| Porto Alegre, Rio Grande do Sul | 2 de maio de 2008  | Hotel Deville                    |
| Salvador, Bahia                 | 17 de maio de 2008 | Bahia Othon Palace Hotel         |
| Rio de Janeiro, Rio de Janeiro  | 24 de maio de 2008 | Sambódromo da Marquês de Sapucaí |
| São Paulo, São Paulo            | 31 de maio de 2008 | Ginásio do Ibirapuera            |

As audições foram divididas em duas fases: na primeira, o candidato era ouvido por um produtor do programa e por um profissional; na segunda, pela direção do programa. Os candidatos avaliados nas duas fases se apresentavam para os jurados do programa. Nessa etapa são aprovados cantores ruins, medianos e bons para equilibrar as emoções que o programa desperta ao longo da fase das audições.

## Teatro

### Chorus Line
Em São Paulo, os 89 candidatos aprovados nas audições foram divididos em grupos, que subiam ao palco alinhados e cada um dos candidatos se apresentava individualmente e a cappella, ou seja, sem acompanhamento instrumental, para os jurados até que eles pedissem para parar. Após as apresentações, os jurados selecionaram 70 candidatos para a segunda etapa.

### Duplas
Na segunda etapa, os 70 candidatos selecionados foram divididos em duplas. Cada dupla escolheu uma música de uma lista pré-selecionada e ensaiou durante alguns dias. Então, as duplas subiram ao palco e cantaram para os jurados, que depois de algumas horas, chamaram dupla a dupla no palco para a eliminação. Os jurados selecionaram 45 candidatos que avançaram para a última etapa.

### Solos
Na última etapa, os 45 candidatos tiveram que se apresentar individualmente e com apoio de um playback ou com seu próprio instrumento. Cada candidato escolheu uma música de três opções pré-selecionadas. Depois de todas as apresentações, os jurados se reuniram pela última vez para decidir quem seria eliminado. Depois da decisão, os jurados chamaram os candidatos em grupos de 5, onde 30 deles avançaram para as Semifinais.

## Semifinais
Os 30 semifinalistas foram anunciados no dia 17 de Setembro de 2008. Nesta fase, os 30 candidatos se apresentaram divididos aleatoriamente em três grupos de 10 e o público escolheu três de cada grupo (independente de sexo) para a próxima fase. Foram três semanas de apresentações. 
Houve também a Repescagem, na qual 6 candidatos (2 de cada grupo) que não conseguiram passar para a fase final foram escolhidos pelos jurados para se apresentarem novamente e disputarem a última vaga no Top 10.
Por ordem de aparição (classificados em negrito).

### Grupo 1
1. Ricardo Fé - "Toda Forma de Amor" (Lulu Santos)
2. Thaís Barja - "Luz dos Olhos" (Nando Reis)
3. Lorena Chaves - "Palpite" (Vanessa Rangel)
4. Rafael Bernardo - "A Lua Q Eu T Dei" (Ivete Sangalo)
5. Maiquell Zafanelli - "Cedo ou Tarde" (NX Zero)
6. Allan Lopes - "Mia Gioconda" (Agnaldo Rayol)
7. Pedrinho Black - "Agamamou" (Art Popular)
8. Geisi Rios - "Todo Azul do Mar" (Flávio Venturini)
9. João Klaus - "Um Certo Alguém" (Lulu Santos)
10. Sarah Raquel - "Solidão" (Sandra de Sá)

### Grupo 2
1. Renata Bacal - "Saideira" (Skank)
2. João Paulo Xavier - "Casa" (Lulu Santos)
3. Leila Lins - "Ai, Ai, Ai…" (Vanessa da Mata)
4. Mariana Bravo - "Lilás" (Djavan)
5. Amandí Cortez - "Quando a Chuva Passar" (Ivete Sangalo)
6. Larissa Carvalho - "País Tropical" (Jorge Ben Jor)
7. Rubens Daniel - "Exagerado" (Cazuza)
8. Maria Christina - "Boa Sorte / Good Luck" (Vanessa da Mata & Ben Harper)
9. Rafael Barreto - "Uma Carta" (LS Jack)
10. Helen Cristina - "Lenda das Sereias" (Marisa Monte)

### Grupo 3
1. Nanda Garcia - "Seduzir" (Djavan)
2. Tiago Mattos - "Sem Ar" (D'Black)
3. Grazzi Brasil - "Que Pena" (Jorge Ben Jor)
4. Dyggo de Deus - "O Segundo Sol" (Cássia Eller)
5. Daniela Ismério - "Pescador de Ilusões" (O Rappa)
6. Paulo Cremona - "Volta pra Mim" (Roupa Nova)
7. Bruna Caiala - "100% você" (Chiclete com Banana)
8. Eduardo Louzada - "Pétala" (Djavan)
9. Cássia Raquel - "Pra Sempre Vou Te Amar (Forever by Your Side)" (Robinson Monteiro)
10. Saulo do Amaral - "Pro Dia Nascer Feliz" (Barão Vermelho)

### Repescagem
1. Rubens Daniel - "Carla" (LS Jack)
2. Nanda Garcia - "Um Dia de Domingo" (Tim Maia)
3. Geisi Rios - "A Lenda" (Sandy & Junior)
4. Sarah Raquel - "À Francesa" (Marina Lima)
5. Mariana Bravo - "Chega de Saudade" (Vinícius de Moraes)
6. Grazzi Brasil - "Madalena" (Elis Regina)

## Finais

### Finalistas
(idades e cidades fornecidas ao ingressar na competição)
| Candidato(a)    | Idade | Cidade                           | Resultado                              |
| --------------- | ----- | -------------------------------- | -------------------------------------- |
| Rafael Barreto  | 22    | Salvador, Bahia                  | Vencedor em 17 de dezembro de 2008     |
| Rafael Bernardo | 23    | Vitória da Conquista, Bahia      | Vice-campeão em 17 de dezembro de 2008 |
| Maria Christina | 19    | São Bernardo do Campo, São Paulo | 8ª eliminada em 10 de dezembro de 2008 |
| Paulo Cremona   | 23    | São Paulo, São Paulo             | 7º eliminado em 3 de dezembro de 2008  |
| Nanda Garcia    | 23    | Niterói, Rio de Janeiro          | 6ª eliminada em 26 de novembro de 2008 |
| Lorena Chaves   | 21    | Belo Horizonte, Minas Gerais     | 5ª eliminada em 19 de novembro de 2008 |
| Cássia Raquel   | 21    | Rio de Janeiro, Rio de Janeiro   | 4ª eliminada em 12 de novembro de 2008 |
| Amandí Cortez   | 26    | João Pessoa, Paraíba             | 3º eliminado em 5 de novembro de 2008  |
| Pedrinho Black  | 23    | Uberlândia, Minas Gerais         | 2º eliminado em 29 de outubro de 2008  |
| Tiago Mattos    | 18    | Curitiba, Paraná                 | 1º eliminado em 22 de outubro de 2008  |

| Legenda:                                                |
| ------------------------------------------------------- |
| O candidato foi salvo pelo público                      |
| O candidato ficou entre os 3 menos votados pelo público |
| O candidato ficou entre os 2 menos votados pelo público |
| O candidato foi o menos votado pelo público e eliminado |
| O candidato foi vice-campeão do programa                |
| O candidato foi vencedor do programa                    |

### Top 10 - MeuÍdolo
| Ordem | Candidato(a)    | Música (cantor original)                             | Resultado       |
| ----- | --------------- | ---------------------------------------------------- | --------------- |
| 1     | Lorena Chaves   | “Mania de Você” (Rita Lee)                           | 3ª menos votada |
| 2     | Paulo Cremona   | “Eu Choro” (Exaltasamba)                             | Salvo           |
| 3     | Tiago Mattos    | “Bem Querer” (Maurício Manieri)                      | Eliminado       |
| 4     | Nanda Garcia    | “Como É Grande o Meu Amor por Você” (Roberto Carlos) | Salva           |
| 5     | Amandí Cortez   | “Manguetown” (Chico Science)                         | 2º menos votado |
| 6     | Rafael Barreto  | “Pra Rua Me Levar” (Ana Carolina)                    | Salvo           |
| 7     | Cássia Raquel   | “Se Eu Não Te Amasse Tanto Assim” (Ivete Sangalo)    | Salva           |
| 8     | Pedrinho Black  | “Carolina” (Seu Jorge)                               | Salvo           |
| 9     | Maria Christina | “A Sua” (Marisa Monte)                               | Salva           |
| 10    | Rafael Bernardo | “Primavera” (Tim Maia)                               | Salvo           |

### Top 9 - Grandes Cantoras
| Ordem | Candidato(a)    | Música (cantor original)               | Resultado       |
| ----- | --------------- | -------------------------------------- | --------------- |
| 1     | Pedrinho Black  | “Sonho Meu” (Dona Ivone Lara)          | Eliminado       |
| 2     | Rafael Bernardo | “Luiza” (Zizi Possi)                   | 2º menos votado |
| 3     | Maria Christina | "Malandragem" (Cássia Eller)           | Salva           |
| 4     | Lorena Chaves   | “Lanterna dos Afogados” (Gal Costa)    | 3ª menos votada |
| 5     | Cássia Raquel   | “Sufoco” (Alcione)                     | Salva           |
| 6     | Amandí Cortez   | “Amor, Meu Grande Amor” (Angela Ro Ro) | Salvo           |
| 7     | Nanda Garcia    | “Amor I Love You” (Marisa Monte)       | Salva           |
| 8     | Rafael Barreto  | “Nada por Mim” (Marina Lima)           | Salvo           |
| 9     | Paulo Cremona   | “Olhos Coloridos” (Sandra de Sá)       | Salvo           |

### Top 8 - Canções deAmor
- Apresentação musical: Alexandre Pires

| Ordem | Candidato(a)    | Música (cantor original)                                      | Resultado       |
| ----- | --------------- | ------------------------------------------------------------- | --------------- |
| 1     | Cássia Raquel   | “Se Quiser” (Tânia Mara)                                      | 3ª menos votada |
| 2     | Amandí Cortez   | “Codinome Beija-Flor” (Cazuza)                                | Eliminado       |
| 3     | Lorena Chaves   | "Você Não Me Ensinou a Te Esquecer" (Caetano Veloso)          | Salva           |
| 4     | Rafael Barreto  | "Anjo" (Roupa Nova)                                           | Salvo           |
| 5     | Maria Christina | “Quem de Nós Dois (La Mia Storia Tra Le Dita)” (Ana Carolina) | Salva           |
| 6     | Paulo Cremona   | “Alma Gêmea” (Fábio Jr.)                                      | Salvo           |
| 7     | Rafael Bernardo | “Caçador de Mim” (Milton Nascimento)                          | Salvo           |
| 8     | Nanda Garcia    | "Aguenta Coração" (José Augusto)                              | 2ª menos votada |

### Top 7 -Country pop
| Ordem | Candidato(a)    | Música (cantor original)                           | Resultado       |
| ----- | --------------- | -------------------------------------------------- | --------------- |
| 1     | Maria Christina | “Chovendo Estrelas” (Guilherme & Santiago)         | 3ª menos votada |
| 2     | Rafael Bernardo | "Choram as Rosas" (Bruno & Marrone)                | Salvo           |
| 3     | Nanda Garcia    | "Adoro Amar Você" (Daniel)                         | Salva           |
| 4     | Paulo Cremona   | "É o Amor" (Zezé Di Camargo & Luciano)             | Salvo           |
| 5     | Cássia Raquel   | “Os Amantes” (Daniel)                              | Eliminada       |
| 6     | Lorena Chaves   | “Desculpe, Mas Eu Vou Chorar” (Leandro & Leonardo) | Salva           |
| 7     | Rafael Barreto  | “Como um Anjo” (César Menotti & Fabiano)           | 2º menos votado |

### Top 6 -Samba
- Apresentação musical: Arlindo Cruz

| Ordem | Candidato(a)    | Música (cantor original)                        | Resultado       |
| ----- | --------------- | ----------------------------------------------- | --------------- |
| 1     | Paulo Cremona   | “Livre pra Voar” (Exaltasamba)                  | 3º menos votado |
| 2     | Maria Christina | “Sampa” (Caetano Veloso)                        | Salva           |
| 3     | Rafael Bernardo | "Flor de Lis" (Djavan)                          | Salvo           |
| 4     | Lorena Chaves   | "Trem das Onze" (Adoniran Barbosa)              | Eliminada       |
| 5     | Rafael Barreto  | “Tarde em Itapuã” (Vinicius de Moraes/Toquinho) | Salvo           |
| 6     | Nanda Garcia    | “Não Deixe o Samba Morrer” (Alcione)            | 2ª menos votada |

### Top 5 - Sucessos do Ano de Nascimento
- Apresentação musical: Fresno

| Ordem | Candidato(a)    | Ano de nascimento | Música (cantor original)        | Ordem | Música (cantor original)        | Resultado       |
| ----- | --------------- | ----------------- | ------------------------------- | ----- | ------------------------------- | --------------- |
| 1     | Rafael Bernardo | 1986              | "Do Leme ao Pontal" (Tim Maia)  | 6     | "Só Pro Meu Prazer" (Leoni)     | 2º menos votado |
| 2     | Maria Christina | 1989              | "Pais e Filhos" (Legião Urbana) | 7     | "Flores" (Titãs)                | Salva           |
| 3     | Paulo Cremona   | 1984              | "Eva" (Rádio Táxi)              | 8     | "Como Eu Quero" (Kid Abelha)    | Salvo           |
| 4     | Nanda Garcia    | 1984              | "Me Chama" (Lobão)              | 9     | "Tempos Modernos" (Lulu Santos) | Eliminada       |
| 5     | Rafael Barreto  | 1985              | "Olhar 43" (RPM)                | 10    | "Dona" (Roupa Nova)             | Salvo           |

### Top 4 -Roberto CarloseElis Regina
| Ordem | Candidato(a)    | Música (Roberto Carlos)     | Ordem | Música (Elis Regina)        | Resultado       |
| ----- | --------------- | --------------------------- | ----- | --------------------------- | --------------- |
| 1     | Paulo Cremona   | "Se Você Pensa"             | 5     | "O Bêbado e a Equilibrista" | Eliminado       |
| 2     | Rafael Barreto  | "É Preciso Saber Viver"     | 6     | "Romaria"                   | Salvo           |
| 3     | Rafael Bernardo | "Olha"                      | 7     | "Fascinação"                | Salvo           |
| 4     | Maria Christina | "Eu Te Amo, Te Amo, Te Amo" | 8     | "Atrás da Porta"            | 2ª menos votada |

### Top 3 -Hitsdas Rádios
- Apresentação musical: Roupa Nova

| Ordem | Candidato(a)    | Música (cantor original)              | Ordem | Música (cantor original)              | Ordem | Música (cantor original)                   | Resultado |
| ----- | --------------- | ------------------------------------- | ----- | ------------------------------------- | ----- | ------------------------------------------ | --------- |
| 1     | Maria Christina | "Não É Proibido" (Marisa Monte)       | 4     | "Ainda Gosto Dela" (Skank & Negra Li) | 7     | "Deixo" (Ivete Sangalo)                    | Eliminada |
| 2     | Rafael Barreto  | "O Sol" (Jota Quest)                  | 5     | "Tem Que Ser Você" (Victor & Leo)     | 8     | "Por Mais Que Eu Tente" (Marjorie Estiano) | Salvo     |
| 3     | Rafael Bernardo | "Você Sempre Será" (Marjorie Estiano) | 6     | "Pensando em Você" (Babado Novo)      | 9     | "Já Foi" (Jota Quest)                      | Salvo     |

### Top 2 (Grande Final) -SinglesdaSonye Escolha Pessoal
- Apresentação musical: Jota Quest

| Ordem | Candidato(a)    | Música            | Ordem | Música (cantor original)                          | Ordem | Música            | Resultado    |
| ----- | --------------- | ----------------- | ----- | ------------------------------------------------- | ----- | ----------------- | ------------ |
| 1     | Rafael Bernardo | "Não Vou Duvidar" | 3     | "Final Feliz" (Jorge Vercillo)                    | 5     | "Ficou no Ar"     | Vice-campeão |
| 2     | Rafael Barreto  | "Ficou no Ar"     | 4     | "No Meu Coração Você Vai Sempre Estar" (Ed Motta) | 6     | "Não Vou Duvidar" | Vencedor     |

## Resultados
| Não se apresentou | Top 30 | Repescagem | Top 10 | Vice-campeão | Ídolo 2008 |

| Salvo | 3 menos votados | 2 menos votados | Eliminado |

| Fase:   | Fase:              | Semifinais | Semifinais | Semifinais | Repescagem | Finais     | Finais     | Finais     | Finais     | Finais     | Finais     | Finais     | Finais     | Finais       |
| Fase:   | Fase:              | Grupo 1    | Grupo 2    | Grupo 3    | Repescagem | Top 10     | Top 9      | Top 8      | Top 7      | Top 6      | Top 5      | Top 4      | Top 3      | Top 2        |
| Semana: | Semana:            | 24/09      | 01/10      | 08/10      | 15/10      | 22/10      | 29/10      | 05/11      | 12/11      | 19/11      | 26/11      | 03/12      | 10/12      | 17/12        |
| Posição | Candidato(a)       | Resultados | Resultados | Resultados | Resultados | Resultados | Resultados | Resultados | Resultados | Resultados | Resultados | Resultados | Resultados | Resultados   |
| 1       | Rafael Barreto     | N/A        | Top 10     | N/A        | N/A        | Salvo      | Salvo      | Salvo      | 2-         | Salvo      | Salvo      | Salvo      | Salvo      | Vencedor     |
| 2       | Rafael Bernardo    | Top 10     | N/A        | N/A        | N/A        | Salvo      | 2-         | Salvo      | Salvo      | Salvo      | 2-         | Salvo      | Salvo      | Vice-campeão |
| 3       | Maria Christina    | N/A        | Top 10     | N/A        | N/A        | Salva      | Salva      | Salva      | 3-         | Salva      | Salva      | 2-         | Eliminada  |              |
| 4       | Paulo Cremona      | N/A        | N/A        | Top 10     | N/A        | Salvo      | Salvo      | Salvo      | Salvo      | 3-         | Salvo      | Eliminado  |            |              |
| 5       | Nanda Garcia       | N/A        | N/A        | Repescagem | Top 10     | Salva      | Salva      | 2-         | Salva      | 2-         | Eliminada  |            |            |              |
| 6       | Lorena Chaves      | Top 10     | N/A        | N/A        | N/A        | 3-         | 3-         | Salva      | Salva      | Eliminada  |            |            |            |              |
| 7       | Cássia Raquel      | N/A        | N/A        | Top 10     | N/A        | Salva      | Salva      | 3-         | Eliminada  |            |            |            |            |              |
| 8       | Amandí Cortez      | N/A        | Top 10     | N/A        | N/A        | 2-         | Salvo      | Eliminado  |            |            |            |            |            |              |
| 9       | Pedrinho Black     | Top 10     | N/A        | N/A        | N/A        | Salvo      | Eliminado  |            |            |            |            |            |            |              |
| 10      | Tiago Mattos       | N/A        | N/A        | Top 10     | N/A        | Eliminado  |            |            |            |            |            |            |            |              |
| 11–15   | Geisi Rios         | Repescagem | N/A        | N/A        | Eliminados |            |            |            |            |            |            |            |            |              |
| 11–15   | Grazzi Brasil      | N/A        | N/A        | Repescagem | Eliminados |            |            |            |            |            |            |            |            |              |
| 11–15   | Mariana Bravo      | N/A        | Repescagem | N/A        | Eliminados |            |            |            |            |            |            |            |            |              |
| 11–15   | Rubens Daniel      | N/A        | Repescagem | N/A        | Eliminados |            |            |            |            |            |            |            |            |              |
| 11–15   | Sarah Raquel       | Repescagem | N/A        | N/A        | Eliminados |            |            |            |            |            |            |            |            |              |
| 16–30   | Bruna Caiala       | N/A        | N/A        | Eliminados |            |            |            |            |            |            |            |            |            |              |
| 16–30   | Daniela Ismério    | N/A        | N/A        | Eliminados |            |            |            |            |            |            |            |            |            |              |
| 16–30   | Dyggo de Deus      | N/A        | N/A        | Eliminados |            |            |            |            |            |            |            |            |            |              |
| 16–30   | Eduardo Louzada    | N/A        | N/A        | Eliminados |            |            |            |            |            |            |            |            |            |              |
| 16–30   | Saulo do Amaral    | N/A        | N/A        | Eliminados |            |            |            |            |            |            |            |            |            |              |
| 16–30   | Helen Cristina     | N/A        | Eliminados |            |            |            |            |            |            |            |            |            |            |              |
| 16–30   | João Paulo Xavier  | N/A        | Eliminados |            |            |            |            |            |            |            |            |            |            |              |
| 16–30   | Larissa Carvalho   | N/A        | Eliminados |            |            |            |            |            |            |            |            |            |            |              |
| 16–30   | Leila Lins         | N/A        | Eliminados |            |            |            |            |            |            |            |            |            |            |              |
| 16–30   | Renata Bacal       | N/A        | Eliminados |            |            |            |            |            |            |            |            |            |            |              |
| 16–30   | Allan Lopes        | Eliminados |            |            |            |            |            |            |            |            |            |            |            |              |
| 16–30   | João Klaus         | Eliminados |            |            |            |            |            |            |            |            |            |            |            |              |
| 16–30   | Maiquell Zafanelli | Eliminados |            |            |            |            |            |            |            |            |            |            |            |              |
| 16–30   | Ricardo Fé         | Eliminados |            |            |            |            |            |            |            |            |            |            |            |              |
| 16–30   | Thaís Barja        | Eliminados |            |            |            |            |            |            |            |            |            |            |            |              |